# Tserkvas de madera de la región de los Cárpatos en Polonia y Ucrania
Las tserkvas de madera de la región de los Cárpatos en Polonia y Ucrania son un conjunto de iglesias ortodoxas y católicas orientales ubicadas en Polonia y Ucrania que fueron inscritas en la lista de Patrimonio de la Humanidad de la Unesco en 2013, donde se las describe como:

construidas con troncos horizontales de madera entre los siglos XVI y XIX por comunidades de fe ortodoxa y católica griega. Las tserkvas son el testimonio de una tradición de construcción identificativa con raíces en el diseño eclesiástico ortodoxo entrelazado con elementos de la tradición local, además de referencias simbólicas a la cosmogonía de sus comunidades.
built of horizontal wooden logs between the 16th and 19th centuries by communities of Orthodox and Greek Catholic faiths. The tserkvas bear testimony to a distinct building tradition rooted in Orthodox ecclesiastic design interwoven with elements of local tradition, and symbolic references to their communities’ cosmogony.
World heritage Centre

## Tservkas inscritas
| º      |            |                                          |         |                                                                           |           |             | |
| ------ | ---------- | ---------------------------------------- | ------- | ------------------------------------------------------------------------- | --------- | ----------- | --- |
| Imagen | referencia | Nombre                                   | País    | Situación                                                                 | Área (ha) | Tampón (ha) | Comentarios |
|        | 1424-001   | Tserkva de San Miguel Arcángel           | Polonia | Brunary 49°32′02″N 21°01′56″E / 49.533889, 21.032222                      | 0,32      | 3,36        | Construida en 1797. De origen ortodoxo. Utilizada por la comunidad católica desde la Operación Vístula                                                               |
|        | 1424-002   | Tserkva del Nacimiento de la Virgen      | Polonia | Chotyniec 49°57′11″N 23°00′10″E / 49.952972, 23.002778                    | 0,67      | 4,34        | Construida alrededor de 1600, y dedicada al rito grecocatólico ucraniano                                                                                             |
|        | 1424-003   | Tserkva de San Jorge                     | Ucrania | Дрогобич (Drohobytch) 49°20′52″N 23°29′59″E / 49.347736, 23.499667        | 0,18      | 1,06        | Construida la segunda mitad del siglo XVII. Se utiliza como museo |
|        | 1424-004   | Tserkva de Santa Paraskevi               | Polonia | Kwiatoń 49°30′05″N 21°10′22″E / 49.501333, 21.172683                      | 0,16      | 1,82        | Fechada el siglo XVII. De origen grecocatólico, pertenece a la comunidad católica desde la Operación Vístula                                                         |
|        | 1424-005   | Tserkva de San Demetrio                  | Ucrania | Матків (Matkiv) 48°54′56″N 23°06′32″E / 48.915472, 23.108889              | 0,16      | 1,16        | Construida en 1838. Reconsagrada a Demetrio de Tesalónica en 1989 y utilizada por la comunidad grecocatólica                                                         |
|        | 1424-006   | Tserkva de la Natividad                  | Ucrania | Нижній Вербіж (Nijni Verbij) 48°29′55″N 25°00′41″E / 48.498656, 25.011469 | 2,22      | 31,11       | Construida hacia 1808-1810 |
|        | 1424-007   | Tserkva del Cuidado de la Virgen         | Polonia | Owczary 49°35′19″N 21°11′28″E / 49.588611, 21.191111                      | 0,38      | 2,87        | Construida en 1653. De origen grecocatólico, pertenece a la comunidad católica desde la Operación Vístula                                                            |
|        | 1424-008   | Tserkva del descenso del Espíritu Santo  | Ucrania | Потелич (Potelych) 50°12′31″N 23°33′03″E / 50.208611, 23.550833           | 0,19      | 1,10        | Construida en 1502, origen ortodoxo, es utilizada por la comunidad grecocatólica                                                                                     |
|        | 1424-009   | Tserkva de Santiago el Menor             | Polonia | Powroźnik 49°22′11″N 20°57′02″E / 49.369722, 20.950419                    | 0,71      | 1,10        | Construida hacia 1600, con la adición de la torre hacia el 1.770 a 1.780. De origen grecocatólico. Es utilizada por la comunidad católica desde la Operación Vístula |
|        | 1424-010   | Tserkva de Santa Paraskevi               | Polonia | Radruż 50°10′35″N 23°24′03″E / 50.176467, 23.400928                       | 0,30      | 2,11        | Construida en 1583, de rito católico griego, es un museo dedicado a la cultura de las zonas fronterizas orientales                                                   |
|        | 1424-011   | Tserkva del descenso del Espíritu Santo  | Ucrania | Рогатин (Rohatyn) 49°24′37″N 24°36′10″E / 49.410278, 24.602914            | 0,49      | 1,47        | Edificada a principios del siglo XVI. Se utiliza como museo |
|        | 1424-012   | Tserkva de San Miguel Arcángel           | Polonia | Smolnik 49°12′35″N 22°41′16″E / 49.209639, 22.687778                      | 0,35      | 34,85       | Construida en 1791, de origen greco-católico ucraniano. El pueblo está desierto y la iglesia se utiliza por la comunidad católica                                    |
|        | 1424-013   | Tserkva de S. Miguel Arcángel            | Polonia | Turzańsk 49°22′09″N 22°07′44″E / 49.369194, 22.128944                     | 0,30      | 3,02        | Construida en 1801-1803, de rito ortodoxo |
|        | 1424-014   | Tserkva del Arcángel Miguel              | Ucrania | Ужок (Oujok) 48°59′02″N 22°51′16″E / 48.983761, 22.854336                 | 0,12      | 1,81        | Construida en 1745, utilizada por la comunidad ortodoxa |
|        | 1424-015   | Tserkva de la Ascensión de Nuestro Señor | Ucrania | Ясіня (Yasynia) 48°16′30″N 24°21′11″E / 48.275, 24.353056                 | 0,13      | 0,49        | Construida en 1824 |
|        | 1424-016   | Tserkva de la Trinidad                   | Ucrania | Жовква (Jovkva) 50°03′19″N 23°58′56″E / 50.055339, 23.982214              | 0,25      | 1,06        | Construida en 1720, utilizada por la comunidad grecocatólica |